# Triportheus trifurcatus
Triportheus trifurcatus är en fiskart som först beskrevs av Castelnau, 1855.  Triportheus trifurcatus ingår i släktet Triportheus och familjen Characidae. Inga underarter finns listade i Catalogue of Life.